# Ciudad Bolivia (paroisse civile)
Pour les articles homonymes, voir Bolivia et Ciudad Bolivia.
Ciudad Bolivia est l'une des quatre paroisses civiles de la municipalité de Pedraza dans l'État de Barinas au Venezuela. Sa capitale est Ciudad Bolivia. En 2018, sa population s'élève à 52 020 habitants.

## Géographie

### Démographie
Hormis sa capitale Ciudad Bolivia, également chef-lieu de la municipalité, la paroisse civile possède plusieurs localités, dont :
- Banco El Jobo
- Boca de Anaro
- Cajeta
- Chaparral
- Chuponal
  - Chuponal Alto
  - Chuponal Bajo
- Ciudad Bolivia
- Costa del Mericacoy
- El Samán
- El Tesoro
- Gavilán
- La Arenosa
- Las Peñitas
- Mijaguas
- Mojamoja del Norte
- Ojo de Agua
- Palma Sola
- Puerto Rico
- San Isidro
- San Rafael de Catalina